# کورسنگی
کورسنگی (به ترکی آذربایجانی: Kürsəngi) یک منطقهٔ مسکونی در جمهوری آذربایجان است که در شهرستان سالیان واقع شده‌است. کورسنگی ۳٬۸۱۸ نفر جمعیت دارد.